# Dankó Béla
Dankó Béla (Szarvas, 1969. május 13. –) növénytermesztő mérnök, országgyűlési képviselő, politikus. Különböző testületek, alapítványok tagja, elnöke volt az évek során. 1999-2014 között Kondoros polgármestereként működött.

## Pályafutása

### Gyermek- és ifjúkora
Dankó Béla a Tessedik Sámuel Főiskola Mezőgazdasági Karán tanult, növénytermesztő mérnök szakon. 1987 és 1990 között mint a kondorosi Tanácsháza, majd 1990-1991 között a Polgármesteri Hivatal műszaki előadójaként működött. 1993-ban vállalkozást indított, majd 1998-ban a békéscsabai Hungarotel Torna Club ügyvezető igazgatójává nevezték ki. 1999-ben ezen címéről lemondott, miután 1999 áprilisában megválasztották Kondoros nagyközség polgármesterévé. 1998 és 2002 között a Békés Megyei Vállalkozásfejlesztési Alapítvány Felügyelő Bizottságának tagja volt, emellett 1998-2002 között a Békés Megyei Munkaügyi Tanács tagja is volt.

### Politikai karrierje
Közéleti szerepet az 1998-as önkormányzati választáson való indulással vállalt, amikor a kondorosi képviselő-testületben mandátumot szerzett. 1999 áprilisában, időközi választáson Kondoros polgármesterének választották a Fidesz és az MDF közös jelöltjeként; e tisztséget sikerült a következő három választási évben, a 2002-es, a 2006-os és a 2010-es önkormányzati választások eredményeként is megőriznie, mindhárom választáson két vagy több jobboldali párt, társadalmi szervezet támogatásával.
2002-ben a Békés Megyei Képviselő-testület tagjává választották. 2002-2006 között a Területfejlesztési és EU Integrációs Bizottság tagja volt, majd 2006-ban kinevezték a szarvasi kistérség térségi tanácsnokává. 2006-ban a Békés Megyei Vállalkozásfejlesztési Alapítvány Felügyelő Bizottságának tagja elnöke volt, egészen 2011-ig. 2007 és 2010 között a Dél-alföldi Regionális Munkaügyi Tanács tagja volt. 2010-ben nem indult a megyei önkormányzati választásokon, egyben elvesztette állását, mint a szarvasi kistérség térségi tanácsnoka. 2010-ben a szarvasi központú Békés megyei 5. sz. országgyűlési egyéni választókerület képviselőjévé választották, egyben az Országgyűlés Önkormányzati és Területfejlesztési Bizottságának tagjává. 2013-ban átsorolt az Országgyűlés Sport- és Turizmusbizottságába. 
A 2011. évi CCIII. törvény értelmében választókerülete 2014-ben megszűnik, így a szarvasi választókerület egyesült a békési választókerülettel 2014-ben. Így egy új választókerület jött létre, a Békés megyei 2. sz. országgyűlési egyéni választókerület, amelynek 2012-ben elnökévé nevezték ki. 2013. június 15-én Békés megye útügyi biztosává nevezték ki, amely tisztséget 2013. december 14-ig viselt. A 2014-es választásokon a szavazatok 47,8 százalékával a Békési választókerület képviselője lett a magyar parlamentben.

## Társasági tagság
- 1998- és 1999 között a békéscsabai Hungarotel Torna Club ügyvezető igazgatója volt. 1999-ben a szervezet társadalmi elnökévé nevezték ki.
- Két alkalommal is a Magyar Olimpiai Bizottság tagja volt. Először 1998 és 2000 között, másodszor 2006 és 2007 között.
- 2001 és 2006 között a Békés Megyei Labdarúgó Szövetség alelnöke volt, 2007-től pedig az elnöki tisztségét tölti be. 2010-től a Magyar Labdarúgó-szövetség elnökségi tagjai közé választották, ahol az amatőr labdarúgást képviseli.
- 2002 és 2011 között a Kondoros és Környéke Polgári Együttműködés Egyesület elnöke volt.
- 2010 óta a Békés Megye Falusi Turizmusáért Egyesület elnöke.

## Magánélete
Nős, három gyermek édesapja.